# Roman Podoski

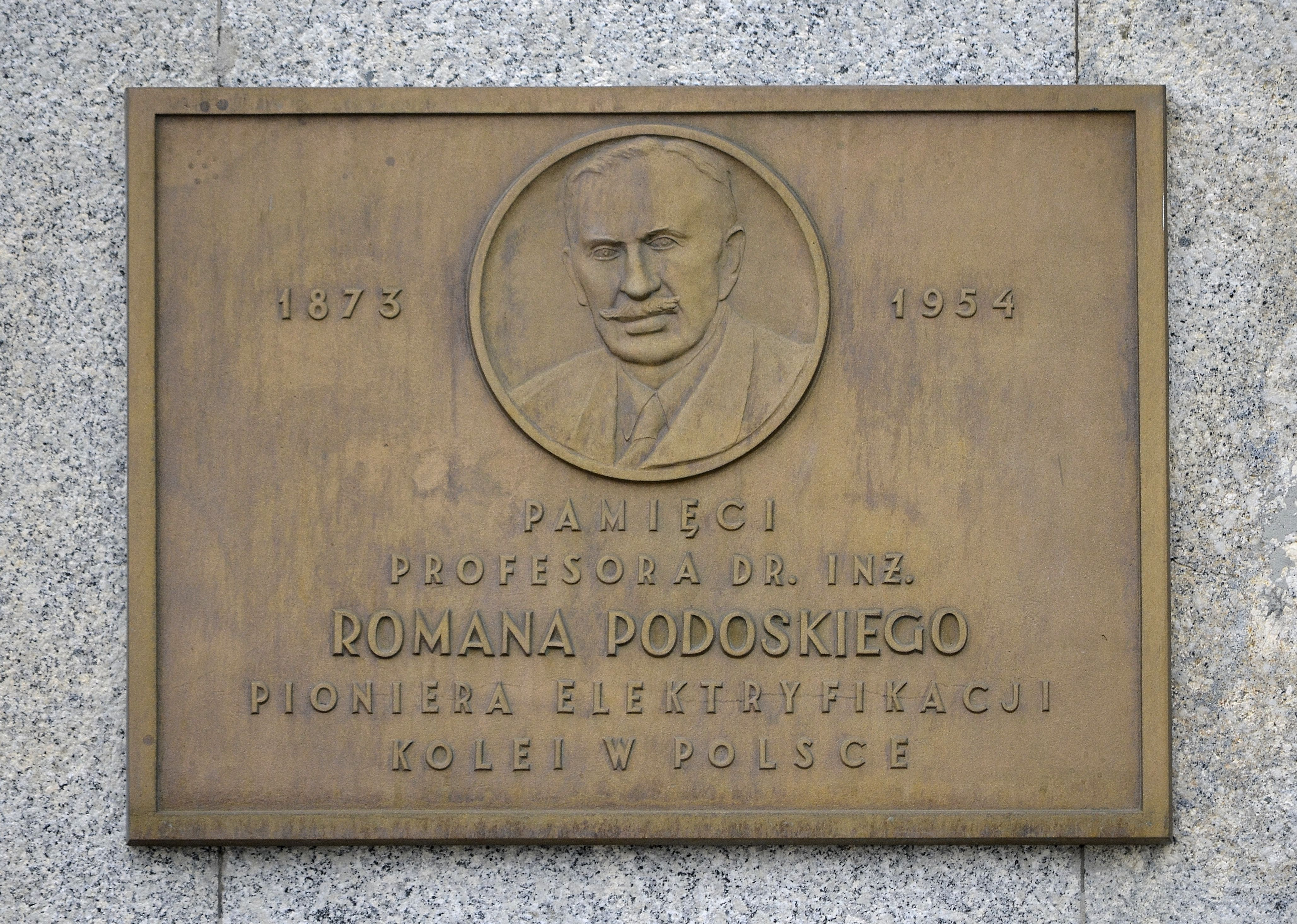
Tablica upamiętniająca Romana Podoskiego na pawilonie wschodnim dworca Warszawa Śródmieście w Warszawie

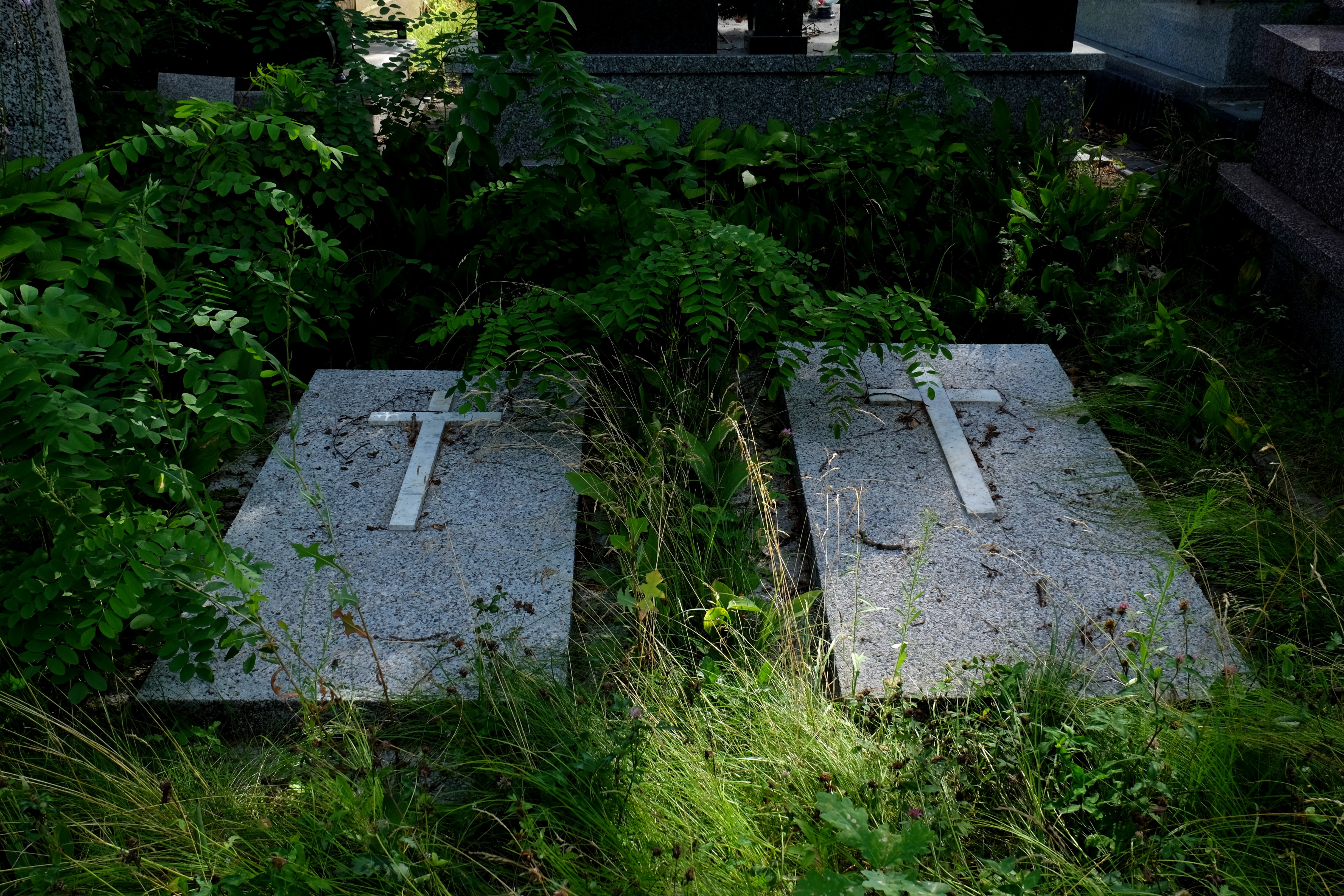
Grób inż. Romana Podoskiego na cmentarzu parafialnym w Zielonce

Roman Podoski (ur. 15 sierpnia 1873 w Dąbrowicy, zm. 23 listopada 1954 w Zielonce) – polski uczony elektryk, pionier elektryfikacji polskich kolei, profesor Politechniki Warszawskiej, współzałożyciel Stowarzyszenia Elektryków Polskich.

## Życiorys
Był potomkiem galicyjskiej rodziny ziemiańskiej h. Junosza – synem Józefa, dyrektora cukrowni w Cybulowie, i Cecylii z Krasickich. Naukę rozpoczął w gimnazjum księży Pijarów w Tarnopolu, następnie w 1890 kontynuował w gimnazjum we Lwowie, po czym podjął studia na Wydziale Mechanicznym Politechniki Lwowskiej. W 1893 przeniósł się na Wydział Elektromechaniczny politechniki w Zurychu, który ukończył w 1896 z tytułem inżyniera. W latach 1896–1897 pracował na uczelni w laboratorium jako asystent profesora Heinricha Friedricha Webera. W 1898 ożenił się z Marią z Zakrzewskich, którą poznał w czasie wakacji na rodzinnej Ukrainie (miał z nią syna Jana i córkę Martę (ur. 1905). Po studiach pracował jako projektant i budowniczy sieci elektrycznej w Zurychu, Kolonii i Katanii. W 1902 założył w Kijowie przedsiębiorstwo, które elektryfikowało miasta w Rosji, m.in. budując elektrownie, zbankrutowało jednak wkrótce na skutek wydarzeń 1905 roku. Od 1907 pracował przy elektryfikacji warszawskich tramwajów jako naczelnik różnych sekcji technicznych i organizacyjnych Zarządu Tramwajów. W czasie I wojny światowej przebywał w Kniaży k. Humania, gdzie do czasu rewolucji październikowej zarządzał majątkiem szwagra. We wrześniu 1918 udało mu się wrócić wraz z rodziną do Warszawy. Później Podoscy przenieśli się do pobliskiej Zielonki.
Był pionierem trakcji elektrycznej w Polsce. W 1918 opracował pierwszy projekt elektryfikacji kolei w Polsce, który później kilkakrotnie modyfikował m.in. biorąc pod uwagę wnioski z wyjazdów studialnych do Szwajcarii, Francji i USA (od 1919). Był inicjatorem systemu zasilania trakcji elektrycznej prądem stałym o napięciu 3 kV. Za zadanie pierwszorzędne uznał zelektryfikowanie warszawskiego węzła kolejowego (szczegółowy plan tego przedsięwzięcia opracował w latach 1928–1930), po którym miała nastąpić stopniowa elektryfikacja linii Warszawa – Katowice / Kraków, Warszawa – Poznań i Katowice – Lwów. W latach 1933–1938 współzarządzał przedsiębiorstwem elektroenergetycznym Oberschlesisches Kraftwerk w Chorzowie, które pod jego kierownictwem przeszło polonizację (m.in. w 1933 zmieniono nazwę firmy na Śląskie Zakłady Elektryczne Spółka Akcyjna w Katowicach). Z tego okresu pochodzi jego autorski projekt elektryfikacji katowickiego węzła kolejowego. Był członkiem zarządu Unii Polskiego Przemysłu Górniczo-Hutniczego i Związku Pracodawców Górnośląskiego Przemysłu Górniczo-Hutniczego oraz członkiem Polskiego Stowarzyszenia Inżynierów i Techników Województwa Śląskiego.
Od 1919 Roman Podoski był wykładowcą na Wydziale Elektrycznym Politechniki Warszawskiej, gdzie wykształcił inżynierów, którzy w późniejszych latach prowadzili elektryfikację kolei. Jego zespół naukowy prowadził wiele badań, m.in. nad mocą silników trakcyjnych i prądami błądzącymi. Asystentami profesora Podoskiego byli, m.in.: Zdzisław Grunwald, Jan Podoski, Witold Szuman. Działalności dydaktycznej nie zaniechał także w trakcie okupacji hitlerowskiej, prowadząc m.in. tajne nauczanie w ramach konspiracji działającej przy Szkole Wawelberga i Rotwanda oraz pracując nad słownictwem technicznym ze swojej dziedziny.
Po zakończeniu II wojny światowej i krótkim pobycie w Krakowie, gdzie organizował wykłady z elektrotechniki w Akademii Górniczej, wrócił do Zielonki. Na Politechnice Warszawskiej objął nową Katedrę Kolejnictwa Elektrycznego i Prostowników, którą prowadził aż do śmierci. Był w tym czasie doradcą Ministra Komunikacji i współautorem planu elektryfikacji kolei polskich w nowych granicach państwowych. W okresie powojennym pracował też m.in. nad odbudową warszawskiego węzła kolejowego, budową Szybkiej Kolei Miejskiej w Trójmieście, elektryfikacją linii Warszawa – Śląsk i sieci kolei piaskowych, a także rozbudową sieci trolejbusowej w Wałbrzychu.
Roman Podoski był aktywnym członkiem Biura Elektryfikacji Kraju, a także współinicjatorem powstania m.in. Stowarzyszenia Elektryków Polskich (był długoletnim członkiem zarządu i prezesem Oddziału Warszawskiego tej organizacji) oraz Biura Studiów Elektryfikacji Kolei (w 1919). Od 1921 był współwydawcą „Przeglądu Elektrotechnicznego” (m.in. jako redaktor naczelny). Habilitację uzyskał w 1923. Potwierdzeniem jego kwalifikacji naukowych było uzyskanie Veniam legendi – od 1923 był docentem, a od 1933 profesorem tytularnym Politechniki Warszawskiej; w 1946 otrzymał nominację na profesora zwyczajnego, zaś w 1951 uzyskał stopień doktora nauk technicznych. Był członkiem Towarzystwa Naukowego Warszawskiego (od 1950), a następnie Polskiej Akademii Nauk (od 1952).
Pochowany na cmentarzu Parafii Matki Bożej Częstochowskiej w Zielonce (sektor E-21-27_28).

## Ważniejsze publikacje
- Tramwaje i koleje elektryczne T.1 (Komisja Wydawnicza Bratniej Pomocy Studentów Politechniki Warszawskiej, Warszawa, 1922)
- Tramwaje i koleje elektryczne T.2 (Komisja Wydawnicza Bratniej Pomocy Studentów Politechniki Warszawskiej, Warszawa, 1922)
- Wskazówki ochrony urządzeń metalowych znajdujących się w ziemi, od działania elektrolitycznego prądów błądzących (Stowarzyszenie Elektryków Polskich, Warszawa, 1932)
- Urządzenia elektryczne (Akademicka Spółdzielnia Wydawnicza, Warszawa, 3 części wydane w latach 1947–1949)
- Koleje elektryczne (Akademicka Spółdzielnia Wydawnicza, Warszawa, 1949)
- Napęd elektryczny. Cz.1 (Akademicka Spółdzielnia Wydawnicza, Warszawa, 1949)
- Trakcja elektryczna T.1 (WKiŁ, Warszawa, 1951)
- Trakcja elektryczna T.2 (WKiŁ, Warszawa, 1954)
- artykuły w Przeglądzie Technicznym (zwłaszcza w latach 1910–1912)

## Ordery i odznaczenia
- Krzyż Oficerski Orderu Odrodzenia Polski (27 listopada 1929)[8]
- Medal 10-lecia Polski Ludowej (19 stycznia 1955)[9]
- Krzyż Oficerski Orderu Leopolda (Belgia, 1937)

## Upamiętnienie
W latach 60. na wschodnim pawilonie dworca Warszawa Śródmieście umieszczono pamiątkową tablicę, zaś od 2003 imię Romana i Jana Podoskich nosi ulica w warszawskiej dzielnicy Śródmieście. Imię Romana Podoskiego nadano m.in. Zespołowi Szkół Mechanicznych w Krakowie i Szkole Podstawowej nr 4 w Oleśnicy.
Od 1974 Stowarzyszenie Elektryków Polskich przyznaje Medal im. prof. Romana Podoskiego, za szczególne osiągnięcia naukowe oraz pracę zawodową i społeczną w zakresie rozwoju trakcji elektrycznej.
Wkład Romana Podoskiego w elektryfikację kolei został doceniony i opisany w wielu publikacjach periodycznych oraz książkowych. Przykładowe publikacje książkowe:
- Roman Podoski 1873–1954: życie i działalność pioniera elektryfikacji P. K. P. (praca zbiorowa: Towarzystwo Przyjaciół Zielonki, Centralny Ośrodek Badań i Rozwoju Techniki Kolejnictwa, Warszawa, 1974)
- Roman Podoski: pionier elektryfikacji kolei w Polsce (praca zbiorowa: Towarzystwo Przyjaciół Zielonki, Warszawska Firma Wydawnicza, Warszawa, 2016, ISBN 9788378053590)